# Gnophomyia cockerelli
Gnophomyia cockerelli är en tvåvingeart som beskrevs av Alexander 1919. Gnophomyia cockerelli ingår i släktet Gnophomyia och familjen småharkrankar. Inga underarter finns listade i Catalogue of Life.